# Quasipaa exilispinosa
Quasipaa exilispinosa är en groddjursart som först beskrevs av Liu och Hu 1975.  Quasipaa exilispinosa ingår i släktet Quasipaa och familjen Dicroglossidae. IUCN kategoriserar arten globalt som sårbar. Inga underarter finns listade i Catalogue of Life.